# Liste der türkischen Botschafter in Litauen
Der Botschafter leitet die Botschaft in Vilnius.
| Ernennung Akkreditierung | Botschafter       | Bemerkung | Ministerpräsident der Türkei | Präsident Litauens   | Posten verlassen |
| ------------------------ | ----------------- | --- | ---------------------------- | -------------------- | ---------------- |
| 30. März 1992            | Rasih Erkan Gezer | (* 1940 in Istanbul) 1960: Abitur: St. Joseph High School (Istanbul), 1983: Leiter der Abteilung Ost, 1984–1986: Gesandtschaftssekretär erster Klasse beim UN-Hauptquartier, 2002–2005: Botschafter in Brüssel. | Süleyman Demirel             | Vytautas Landsbergis | 19. Feb. 1998    |
| 28. Feb. 1998            | Altan Karamanoğlu | (* 1935 in Bolu, † 17. Mai 2012 in Lyon), studierte 1961 an der Universität Ankara Rechtswissenschaft, 1984–1985: Konsul in Tabriz, 1988–1991: Generalkonsul in Lyon, 1991–1992 Generalkonsul in Baku 1992–1995: Botschafter in Baku, 1995–1998: Abteilung konsularische Angelegenheiten in Ankara 1998–2000: Botschafter in Vilnius, 2000 in den Ruhestand versetzt. | Mesut Yılmaz                 | Valdas Adamkus       | 16. Apr. 2000    |
| 1. Mai 2000              | Nazım Belger      | (* 1939 in Istanbul) Studium an der Universität Lausanne, 1967: Eintritt in den auswärtigen Dienst, 1990–1994: Botschafter in Sanaa, 1994–1996: Botschafter in Caracas, 1996–2000: Anakara, 2000–2004: Botschafter in Vilnius (Litauen), 2004: Versetzung in den Ruhestand. | Bülent Ecevit                | Valdas Adamkus       | 18. Jan. 2004    |
| 1. Feb. 2004             | Şanıvar Olgun     | Şanıvar Kızıldeli (* 1954 in Yozgat) 1976: Abitur: TED Ankara College Foundation Schools, Studium der Politikwissenschaft an der Universität Ankara, 1977: Eintritt in den auswärtigen Dienst, 2004–2007: Botschafter in Vilnius, 2007–2009: Botschafter in Havanna, 2010–2011: Chef des Protokolls, 16. Januar 2012 – 14. Februar 2014: Botschafter in Oslo, 4. März 2014: Botschafter in Panama-Stadt. | Recep Tayyip Erdoğan         | Rolandas Paksas      | 31. Dez. 2006    |
| 15. Jan. 2007            | Oğuz Özge         | (* 15. März 1949 in Balıkesir) studierte Politikwissenschaft an der Universität Ankara, trat 1974 in den auswärtigen Dienst, 1999–2004: Botschafter in Chișinău Moldawien, 2007–2009: Botschafter in Vilnius, Litauen, 2009–2001: Botschafter in Canberra, 2012: Versetzung in den Ruhestand. | Recep Tayyip Erdoğan         | Valdas Adamkus       | 7. Okt. 2009     |
| 22. Okt. 2009            | Ömer Altuğ        | (* 13. April 1947 in Istanbul) Abitur: Robert College Studium der Wirtschafts- und Verwaltungswissenschaft an der Orta Doğu Teknik Üniversitesi İktisadi ve İdari Bilimler Fakültesi, 1972: Eintritt in den auswärtigen Dienst, 2001–2005: Botschafter in Tallinn, 2007 – 26. Oktober 2009: Botschafter in Vilnius, 13. April 2012: Versetzung in den Ruhestand. | Recep Tayyip Erdoğan         | Dalia Grybauskaitė   | 16. März 2012    |
| 1. Juli 2012             | Akın Algan        | (* 8. Juni 1949 in Maçka (Trabzon)) Abitur: Galatasaray-Gymnasium, 1975: Studium der Politikwissenschaft an der Universität Ankara, 1998 bis 1999: Generalkonsul in Lyon, 2003–2007: Botschafter in Rabat, 2010–2012: Botschafter in Tunis, 2012–2014: Botschafter in Vilnius, 2014: Ruhestand. | Recep Tayyip Erdoğan         | Dalia Grybauskaitė   | 17. Mai 2014     |
| 1. Juni 2014             | Aydan Yamancan    | (* 24. Dezember 1965 in Sarıkamış) Studium der Politikwissenschaft an der Universität Ankara, 1988: Eintritt in den auswärtigen Dienst, 1988–1989: Attaché, Personalabteilung, 1989–1991: Attaché, Abteilung Internationale politische Organisationen, 1991–1993: Gesandtschaftssekretärin dritter Klasse in Warschau, 1993–1995: Gesandtschaftssekretärin zweiter Klasse in der Abteilung Internationale Wirtschaftsorganisationen, 1995–1999: Gesandtschaftssekretärin erster Klasse in Prag, 1999–2001: stellvertretende Leiterin der Abteilung Internationale Organisationen, 2001–2005: Gesandtschaftsrätin in Tel Aviv, 2005–2007: Leiterin der Abteilung bilaterale Verträge und Europa, 2007–2010: Generalkonsulin in Mainz, 2010–2011: Leiterin der Abteilung für Bilaterale Verträger und Europa, 2011–2014: Gesandte, stellvertretende Leiterin der Abteilung Europa, seit 1. Juni 2014 Botschafterin in Vilnius. | Ahmet Davutoğlu              | Dalia Grybauskaitė   |                  |